# Anateinoma affabilis
Anateinoma affabilis là một loài bướm đêm trong họ Noctuidae.